# Стерео утро
«Стерео-Утро» (изначально MTV Fresh) — российское утреннее музыкальное шоу, выходившее с октября 2008 по сентябрь 2012 года на телеканале «MTV Россия». Между клипами были скетчи и импровизации от ведущих — Вани и Никиты, а также каждые полчаса — News Блок.

## О программе
Ведущие программы «Стерео_Утро» — Ваня и Никита — не ведущие, они не умеют вести программы, не умеют говорить долго и ни о чём, но они лучше всех делают гэги, скетчи, битбокс, импровизации и кавер-версии а капелла на самые популярные композиции. С 2009 года в программе появился ещё один ведущий — Юлиан Капицин, ранее писавший скетчи для неё.
На клипах в правом нижнем углу отображалась пиктограмма стереозвука в виде двух перекрещенных квадратиков со скруглёнными углами, как на «Первом канале» в 2003—2008 годах (очевидно, это было связано с тем, что «MTV Россия» в те годы управлялся людьми, близкими к «Первому»).

## Сезоны
- MTV Fresh — с 12 июня по 12 октября 2008 года, утренний музыкальный блок. Между клипами тоже были скетчи с Ваней и Никитой. До этого утренний музыкальный блок назывался «Музыка на завтрак», но там была только музыка, не было скетчей, а News Блок появился только ближе к концу существования данной передачи — в мае-июне 2008 года.
- Первый сезон — 13 октября 2008 — 31 августа 2009. Ведущие Ваня и Никита.
- Второй сезон — 1 сентября 2009 — 3 октября 2010. Ведущие Ваня, Никита и Юлиан. Изменилась заставка программы. В середине выпуска за 9 сентября 2009 года, в 09:09:09, в рамках глобального ребрендинга телеканал «MTV Россия» изменил эфирное оформление.
- Третий сезон — 4 октября 2010 — лето 2012. Ведущие Ваня, Никита и Юлиан. Изменилась заставка программы и вместо белого фона появился фон квартиры (в некоторых скетчах). А также стали выходить в эфир релизы новых зарубежных синглов с Сергеем Розенбергом.
- С лета 2012 года скетчи сняты с эфира, осталась только музыка. Программе постоянно сокращали хронометраж, и позже она была закрыта.
- С весны 2017 года скетчи «Стерео Утро» выходят на страничке @stereo_utro в инстаграм. Ведущие Витя, Никита, Юлиан.